# 陳雙全
陳雙全（臺灣話：（1961年11月15日—），臺灣澎湖縣馬公市嵵裡里出身（澎湖嵵裡幫），皓仁混凝土商，中國國民黨政治人物，澎湖縣議會第18屆、第19屆副議長。現任中華民國帆船協會理事長。

## 經歷
陳雙全曾代表國民黨參選第九屆澎湖選區立法委員，大敗於民進黨提名尋求連任的楊曜，其得票率未達四成。
2016年，昇恆昌三號港在澎湖BOT工程傳出混凝土強度不足，安全強度應在3500磅，檢測強度卻只有2500磅，被質疑偷工減料，而混凝土供應商正是陳雙全旗下的皓仁混凝土廠，皓仁混凝土廠與合作廠商億東營造皆否認指控，強調是電腦機械故障、才會導致比例調配錯誤，表示會全數拆除重建，一切費用會自行吸收，延誤工期部份，一樣會趕緊如期完工。
2022年7月10日，楊曜稱陳雙全擔綱議員職務期間，每年190次會議，對縣府質詢次數平均不超過十次，發言幾乎不離中國大陸事務，又偕同親友頻繁進出中國大陸，接受當地招待；陳雙全回應他是呼應中華民國總統蔡英文的路線，秉持與對岸對話、交流的心態前往中國大陸，問心無愧，指楊曜的批評形同「抹紅」
2022年中華民國直轄市長及縣市長選舉時宣布爭取中國國民黨提名參選澎湖縣縣長，7月12日中國國民黨決定提名現任縣長賴峰偉爭取連任，陳雙全對國民黨不公布民調結果、逕自提名賴峰偉的做法深為不滿而宣布退黨；8月23日宣布放棄競選澎湖縣長，並交棒予兒子陳毓仁參選澎湖縣議員；10月18日經國民黨主席朱立倫會談，宣佈陳雙全重回國民黨並出任澎湖縣黨部主委。
2024年，兼任澎湖兩岸交流協會理事長，10月24日偕澎湖議長陳毓仁、議員許國政、張仁和、陳佩真、魏睿宏、莊光大、吳政杰、議會秘書長鄭嘉薇、議會總務主任吳政中、議會法制主任莊英敏，以及澎湖縣旅遊解說協會理事長陳仁和、澎湖縣觀光協會理事長周宇鳴、亞果遊艇娛樂集團總經理鄭宗仁等14人，與國台辦宋濤交涉因「大進滿八十八號澎湖漁船扣押案」被扣押的洪姓船長暨丁姓船員與3名印尼漁工。

## 家族
- 2015年，其弟陳雙智任職澎湖縣立殯儀館「菊島福園」期間，將申請火葬的費用累計新台幣58,000元中飽私囊、涉嫌登錄不實，澎湖地方法院依〈貪污治罪條例〉重判十年六個月。[16]
- 2023年7月5日，陳雙全妻子張蓓珍因車禍重傷不治。
- 2023年8月28日，長子陳毓仁當選第20屆澎湖縣議會議長[17]。

## 外部連結
- 中華民國帆船協會 （页面存档备份，存于）